# Oxley
Oxley is een plaats in de Australische deelstaat Victoria en telt 279 inwoners (2006).

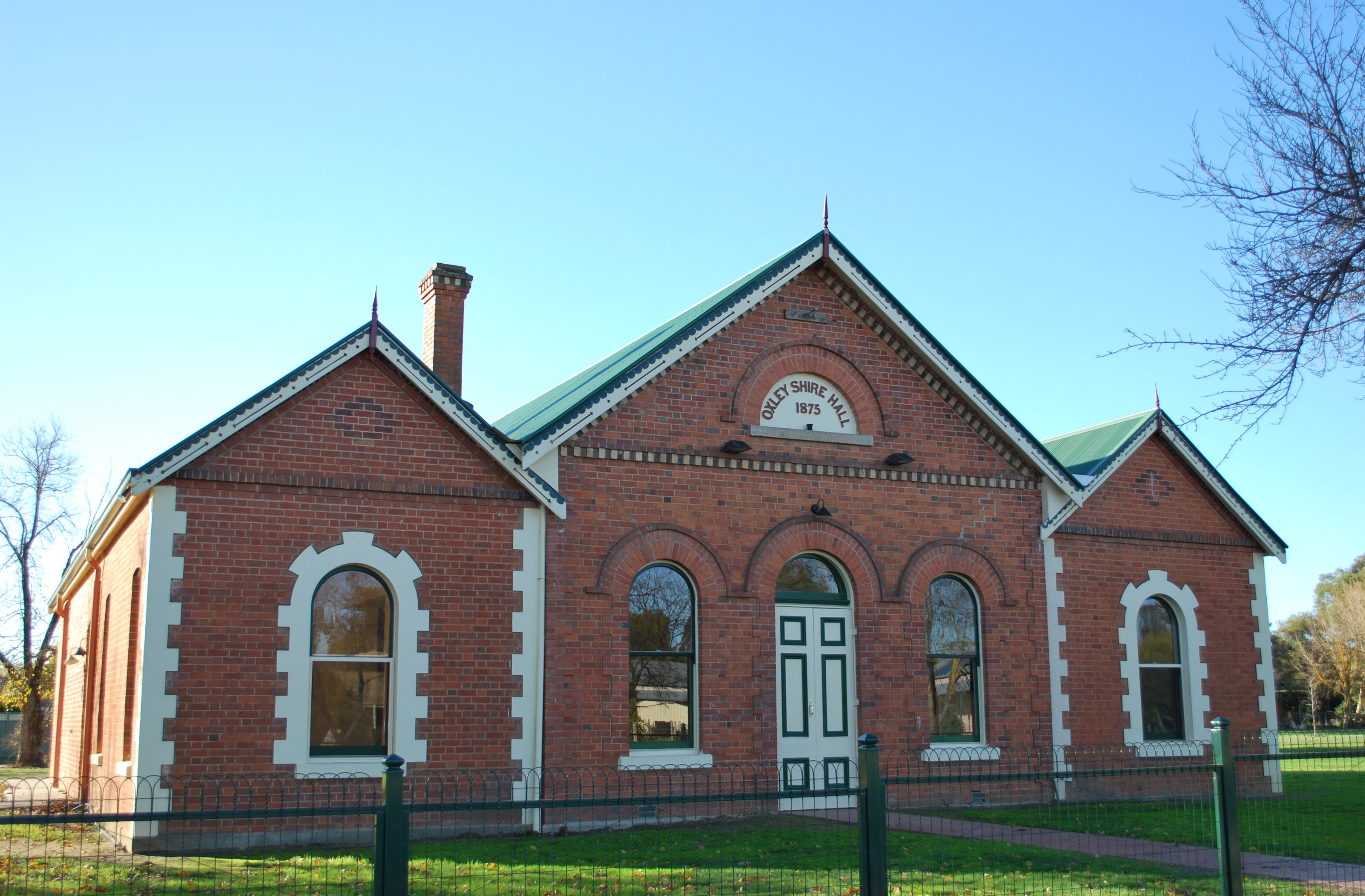